# Bertram Maxim Gärtner
Bertram Maxim Gärtner (* 1987 in Cottbus) ist ein deutscher Schauspieler.

## Leben
Bertram Maxim Gärtner machte während seiner Schulzeit seine ersten Bühnenerfahrungen am Theater Heilbronn. Von 2009 bis 2013 absolvierte er seine Schauspielausbildung an der Hochschule für Schauspielkunst »Ernst Busch« in Berlin ab. Während seines Studiums spielte er an der Schaubühne am Schaubühne Berlin die Rolle des Gastarbeiters Jorgos in Ivan Panteleevs Katzelmacher-Inszenierung. Am BAT-Studiotheater trat er als Werther in der Inszenierung von Simon Kubisch auf. Außerdem gastierte er mit dem Berliner Landboten am Maxim Gorki Theater, ebenfalls unter der Regie von Simon Kubisch.
In den Spielzeiten 2013/14 und 2014/15 war Gärtner als Gast am Theater Heidelberg engagiert, wo er u. a. den Pfleger Williams in Einer flog über das Kuckucksnest (Regie: Matthias Kaschig) und den Franz in Katzelmacher (Regie: Isabel Osthues) spielte. 2014 gastierte er am Mainfranken Theater Würzburg.
Seit der Spielzeit 2015/16 ist Bertram Maxim Gärtner festes Ensemblemitglied am E.T.A.-Hoffmann-Theater Bamberg. Dort spielte er u. a. König Gunther in Die Nibelungen (2015, Regie: Sybille Broll-Pape), Franz Moor in Die Räuber (2018, Regie: Robert Teufel) und Güldenstern in Hamlet (2019, Regie: Sebastian Schug). In der Spielzeit 2019/20 trat er am E.T.A.-Hoffmann-Theater als britischer Lebemann Jack Worthing in Bunbury auf.
Gärtner stand auch für einige Film- und Fernsehproduktionen vor der Kamera und arbeitete für die Sender ZDF und ARD. In der 9. Staffel der ZDF-Serie Letzte Spur Berlin (2020) übernahm er eine der Episodenrollen als Freund und Geschäftspartner eines verschwundenen Eventlocation-Managers (Aaron Karl). Außerdem ist er als Sprecher tätig. In der 24. Staffel der ZDF-Serie Die Rosenheim-Cops (2025) war er in einer Episodenhauptrolle als tatverdächtiger Hauswart eines Seniorenstifts für verarmte Adlige zu sehen.
Gärtner lebt (Stand: Februar 2025) in Bamberg.

## Filmografie (Auswahl)
- 2012: Flemming: Die alte Kommissarin (Fernsehserie, eine Folge)
- 2015: Splendid Bodies (Kurzfilm)
- 2017: Milch kaputt, drei Papier (Kurzfilm)
- 2019: Als Hitler das rosa Kaninchen stahl (Kinofilm)
- 2020: Letzte Spur Berlin: Urvertrauen (Fernsehserie, eine Folge)
- 2023: Plünderich (Spielfilm)
- 2025: Die Rosenheim-Cops: Ein Job für Wiebke (Fernsehserie, eine Folge)

## Hörspiele (Auswahl)
- 2012: Anja Herrenbrück: Frontfoto (Wanja) – Regie: Anja Herrenbrück (Original-Hörspiel – WDR)